# Stanovec (Ukrajina)
Stanovec, ukrajinsky Становець, maďarsky Sztanovec, je vesnice v Drahovské územní komunitě (hromadě), v okrese Chust v Zakarpatské oblasti Ukrajiny. Leží na pravém břehu řeky Terebly, cca 2 km severně od Drahova. V roce 2001 zde žilo 486 obyvatel.
U vesnice, na druhé lužní terase pravého břehu řeky Terebly, byly nalezeny stopy osídlení z doby paleolitu.